# Птолемей (сын Пирра)
Птолемей (др.-греч. Πτολεμαῖος; 295—272 годы до н. э.) — эпирский полководец, сын царя Пирра.

## Биография
Птолемей был старшим сыном Пирра, рождённым в браке с Антигоной. Своё имя мальчик получил в честь отчима матери и покровителя отца в юности — царя Египта Птолемея I.
Когда в 280 году до н. э. Пирр отправился в свой западный поход, то он оставил пятнадцатилетнего Птолемея управлять государством. Хотя галаты во время своего нашествия не проникли на территорию страны, но в отсутствие Пирра от Эпира отпала Акарнания, а Керкира изгнала царский гарнизон, вернув себе независимость.
После возвращения отца из Италии Птолемей отличился в дерзкой операции по захвату Керкиры, в которой предводительствовал всего несколькими десятками человек. Также ему удалось во время вторжения в Македонию вытеснить Антигона II Гоната из Салоник. При этом, согласно Юстину, македонский царь «после поражения бежал только с семью спутниками, не питая уже надежды на возвращение своего царства».
Птолемей участвовал и в Пелопоннеской кампании отца 272 года до н. э. По Плутарху, во время отступления эпиротов из Спарты к Аргосу Птолемей попал в засаду, организованную царём Ареем, и был убит. Пирр постарался отомстить за эту смерть и устроил над могилой Птолемея пышные поминальные игры. Юстин несколько иначе передает сведения об обстоятельствах гибели старшего сына Пирра. По его словам, Птолемей был убит в самом городе. А «когда принесли к отцу его труп, Пирр, как говорят, сказал, что Птолемей погиб позже, чем он, Пирр, опасался и чем можно было ожидать, судя по его безрассудной храбрости».